# Tadg Gláe mac Diarmata Ua Briain
Tadg Gláe mac Diarmata Ua Briain  (mort en 1154) est  roi de Munster en 1122  déposé vers 1123 restauré en 1151 et de nouveau déposé en 1152.

## Contexte
Tagd Gláe est le troisième des fils de Diarmait Ua Briain. À la mort de leur père en 1118 et après le partage du royaume de Munster avec Tadg mac Muiredaig meic Cárthaig, imposé par l'Ard ri Erenn et roi de Connacht Toirdelbach Ua Conchobair, le Thomond est partagé entre ses deux frères ainés Toirdhelbach mac Diarmata Ua Briain et Conchobar Ua Briain qui deviennent corégents ou Leth rí. Tadd Tadg mac Muiredaig meic Cárthaig tente de s'imposer en 1122, mais il est expulsé dès l'année suivante.
En 1151 Tadg, fils de Diarmait Ua Briain, se révolte contre son frère Toirdealbach Ua Briain et sollicite l'aide de  Toirdelbach Ua Conchobair à qui il fait allégeance  Les Mac Cárthaig mettent à profit ce conflit dynastique pour consolider leur indépendance. Ua Conchobair mène une expédition dans le Munster qu'il soumet à l'exception de l'Ouest Munster dans lequel Toirdealbach Ua Briain s'était retiré. Il donne la pleine souveraineté sur le Desmond au fils de Cormac Mac Cárthaigh  Plus tard dans l'année, cette fois associé avec Diarmait Mac Murchada, roi de Leinster, il intervient de nouveau dans le Munster qu'il pille. Il bannit Toirdealbach Ua Briain et dans les combats Muircheartach, fils de Conchobhar Ua Briain, seigneur du Thomond, réputé être le second des « meilleurs des hommes parmi le Dál gCais » est tué  En 1152 une armée conduite par Toirdelbach Ua Conchobair intervient une nouvelle fois dans le Munster qu'il partage de nouveau en deux parts entre Diarmait mac Cormaic le fils de  Cormac Mac Cárthaigh, c'est-à-dire le royaume de Desmond, et les Ua Briain;  Tadg et Toirdhelbach mac Diarmata Ua Briain. L'année suivante, Toirdealbach Ua Briain est banni dans le nord de l'Irlande par Toirdelbach Ua Conchobair et le Munster est divisé en deux parts entre Tadg Ua Briain et Diarmait mac Cormaic
Cette situation ne perdure pas, car Tadg Ua Briain est capturé par  Diarmaid Finn Ua Briain et immédiatement aveuglé par lui  Après cela une armée menée par Muirchertach MacLochlainn restaure Toirdhelbach Ua Briain qui assume seul la royauté sur le demi royaume de Munster , Tagd meurt l'année suivante 

## Postérité
Tadg Glae laisse un fils 
- Diarmait qui en 1175, est capturé et aveuglé dans sa résidence de Castlcomming par Domnall Mor O'Brien, et qui meurt peu après son suplice[12]

## Sources
- (en) Goddard Henry Orpen (Introduction de Seán Duffy), Ireland under the Normands 1169-1333, vol. IV, Dublin, Four Courts Press (réédition), 2005, 633 p. (ISBN 9781846828188), p. 211 Table of the descendants of Brian Boruma
- (en) T.W Moody, F.X. Martin et F.J. Byrne, A New History of Ireland IX Maps, Genealogies, Lists. A companion to Irish History part II, Oxford, Oxford University Press, 2011, 690 p. (ISBN 978-0-19-959306-4), p. 152 Genealogical Tables O' Briens Ó Briain Kings and Ears of Thomond 1168-1657.